# Ausås
Ausås är en småort i Ängelholms kommun och kyrkby i Ausås socken i Skåne.
Ausås ligger i Skåne cirka 2 mil norr om Helsingborg och omkring 1 mil söder om Ängelholm.

## Historia
Namnet på socken har varierat under århundradenas lopp, till exempel Awetzaass, Achaesaas, Auissaas, och idag Ausås. Det är samma namn men med olika uttal och stavning.
Under mitten av 1850-talet renoverades Ausås kyrka från grunden. Den så gott som nya kyrkan återinvigdes av biskop Johan Henrik Thomander den 14 november 1858.
Sommaren 1999 upptäcktes en stor silverskatt med över 400 silvermynt, skedar, kors, kedjor och smycken som grävts ner i jorden vid en av byns gårdar. Den så kallade Ausåsskatten hittades när en grävmaskin skulle gräva för en trekammarbrunn. Skatten grävdes troligen ner under orosåret 1676. Den förvaras på Historiska museet i Lund. 

### Befolkningsutveckling
| Befolkningsutvecklingen i Ausås 1995–2015 | Befolkningsutvecklingen i Ausås 1995–2015 | Befolkningsutvecklingen i Ausås 1995–2015 | Befolkningsutvecklingen i Ausås 1995–2015 | Befolkningsutvecklingen i Ausås 1995–2015 |
| ----------------------------------------- | ----------------------------------------- | ----------------------------------------- | ----------------------------------------- | ----------------------------------------- |
|                                           |                                           |                                           |                                           |                                           |
| År                                        |                                           |                                           | Folkmängd                                 | Areal (ha)                                |
| 1995                                      | 1995                                      |                                           | 138                                       | 22#                                       |
| 2000                                      | 2000                                      |                                           | 147                                       | 22#                                       |
| 2005                                      | 2005                                      |                                           | 140                                       | 24#                                       |
| 2010                                      | 2010                                      |                                           | 143                                       | 24#                                       |
| 2015                                      | 2015                                      |                                           | 150                                       | 48#                                       |
| Anm.: # Som småort.                       |                                           |                                           |                                           |                                           |

## Samhället

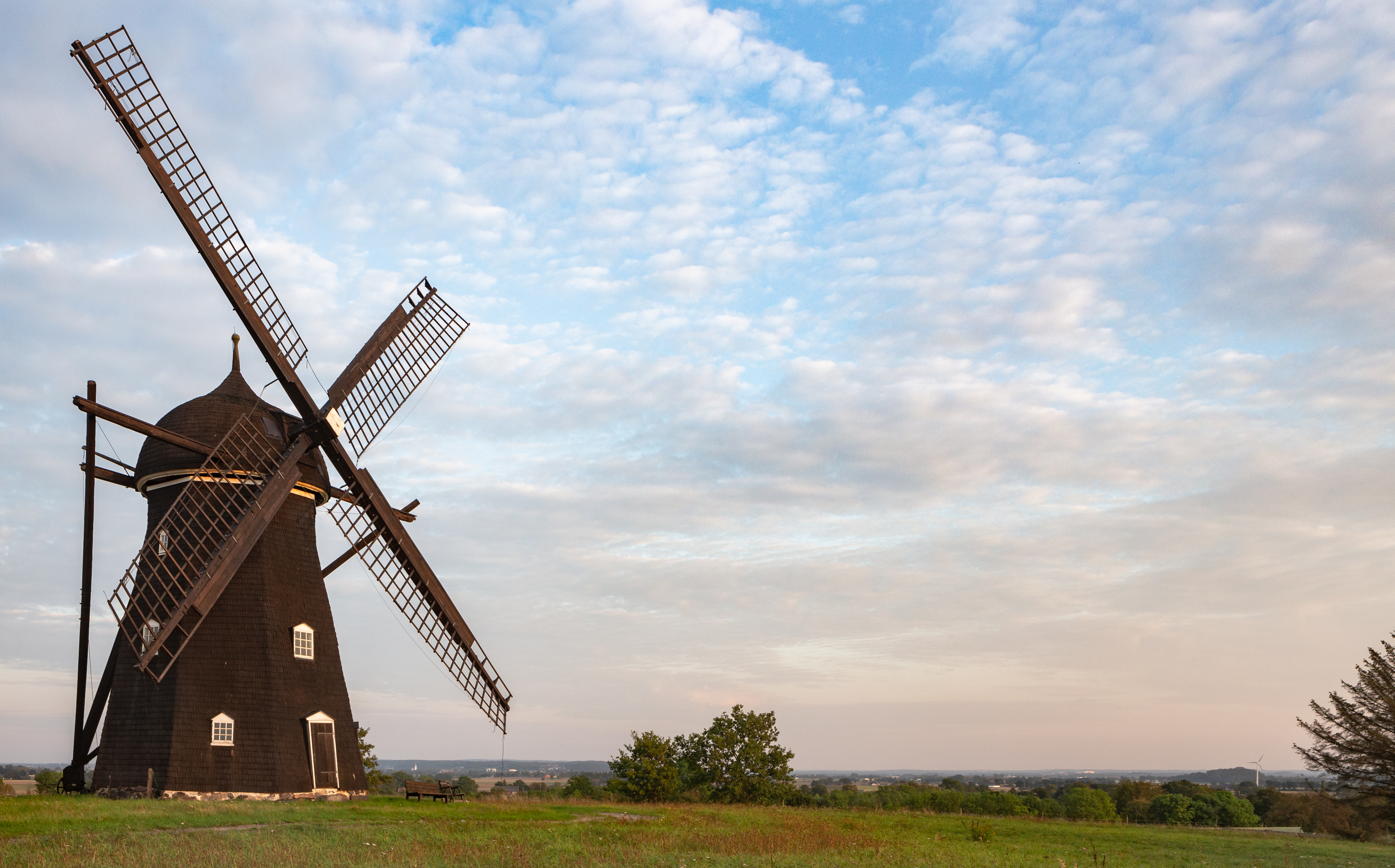
Ausås mölla

Ausås folkskola byggdes 1912, den finns fortfarande kvar idag men fungerar som förskola.
Ausås mölla, en väderkvarn med snurrande vingar, finns på möllebacken. Möllan är byggd 1817 och var i gång till i mitten av 1940-talet. Den är en av Skånes äldsta väderkvarnar. Möllan ägs sedan 1959 av Spannarpsortens Hembygdsförening. 
På möllebacken finns även ett fritidshem som drivs av Ausås scoutkår. 
I Ausås finns även en bygdegård som ligger i den gamla banklokalen som Sparbanken Gripen har haft i byn.